# Hedleya macleayi
Hedleya macleayi là một loài ốc có nắp, là động vật thân mềm chân bụng sống trên cạn thuộc họ Pupinidae và the liên họ Cyclophoridae.
Đây là loài đặc hữu của Úc.